# Пасічник Іван Давидович
Іван Давидович Пасічник (нар. 10 серпня 1935, село Луківка, тепер Катеринопільського району Черкаської області) — український діяч, 1-й секретар Чорнобаївського райкому КПУ, голова Чорнобаївського райвиконкому Черкаської області. Народний депутат України 1-го скликання. 

## Біографія
Народився у селянській родині.
У 1954—1958 роках — студент Слов'янського державного педагогічного інституту Сталінської області, вчитель української мови і літератури.
У 1958 році — вчитель середньої школи № 13 Орджонікідзевського району міста Жданова Сталінської області.
У 1958—1960 роках — служба в Радянській армії.
У 1960—1961 роках — вчитель Шостаківської середньої школи Катеринопільського району Черкаської області.
Член КПРС з 1961 по 1991 рік.
У 1961—1963 роках — 1-й секретар Катеринопільського районного комітету ЛКСМУ Черкаської області.
У 1963—1964 роках — секретар Шполянського сільського виробничого комітету ЛКСМУ Черкаської області.
У 1964—1965 роках — заступник секретаря, завідувач ідеологічного відділу Шполянського сільського виробничого парткому КПУ Черкаської області.
У 1965—1966 роках — секретар Шполянського районного комітету КПУ Черкаської області.
У 1966—1968 роках — слухач Вищої партійної школи при ЦК КПРС у Москві.
У 1968—1973 роках — 2-й секретар Лисянського районного комітету КПУ Черкаської області.
У 1973—1975 роках — голова виконавчого комітету Лисянської районної ради депутатів трудящих Черкаської області.
У 1975—1991 роках — 1-й секретар Чорнобаївського районного комітету КПУ Черкаської області.
У 1990—1992 року — голова Чорнобаївської районної ради народних депутатів, голова виконавчого комітету Чорнобаївської районної ради народних депутатів Черкаської області.
18.03.1990 року обраний народним депутатом України, 2-й тур, 50,78 % голосів, 3 претенденти. Входив до групи «Рада». Член Комісії, заступник голови Комісії ВР України мандатної та з питань депутатської етики.
Потім — на пенсії.

## Нагороди
- орден Леніна
- орден Трудового Червоного Прапора
- орден «Знак Пошани»
- орден Дружби народів
- медалі